# Francisco José Carrasco
Francisco José Carrasco Hidalgo (Alcoy, 6 de março de 1959) é um ex-futebolista e treinador de futebol espanhol.

## Carreira
Francisco José Carrasco fez parte do elenco da Seleção Espanhola de Futebol da Copa do Mundo de 1986. Ele não atuou em nenhuma partida em Copa.

## Títulos

### Clube
Barcelona
- La Liga: [1984–85
- Copa del Rey: 1980–81, 1982–83, 1987–88
- Supercopa de España: 1983
- Copa de la Liga: 1983, 1986
- UEFA Cup Winners' Cup: 1978–79, 1981–82, 1988–89[2]
- European Cup: Vice 1985–86

### Internacional
Espanha
- Eurocopa de 1984: Vice